# Langenstraße 3 (Stralsund)
Das Gebäude Langenstraße 3 in Stralsund ist ein denkmalgeschütztes Bauwerk in der Langenstraße.

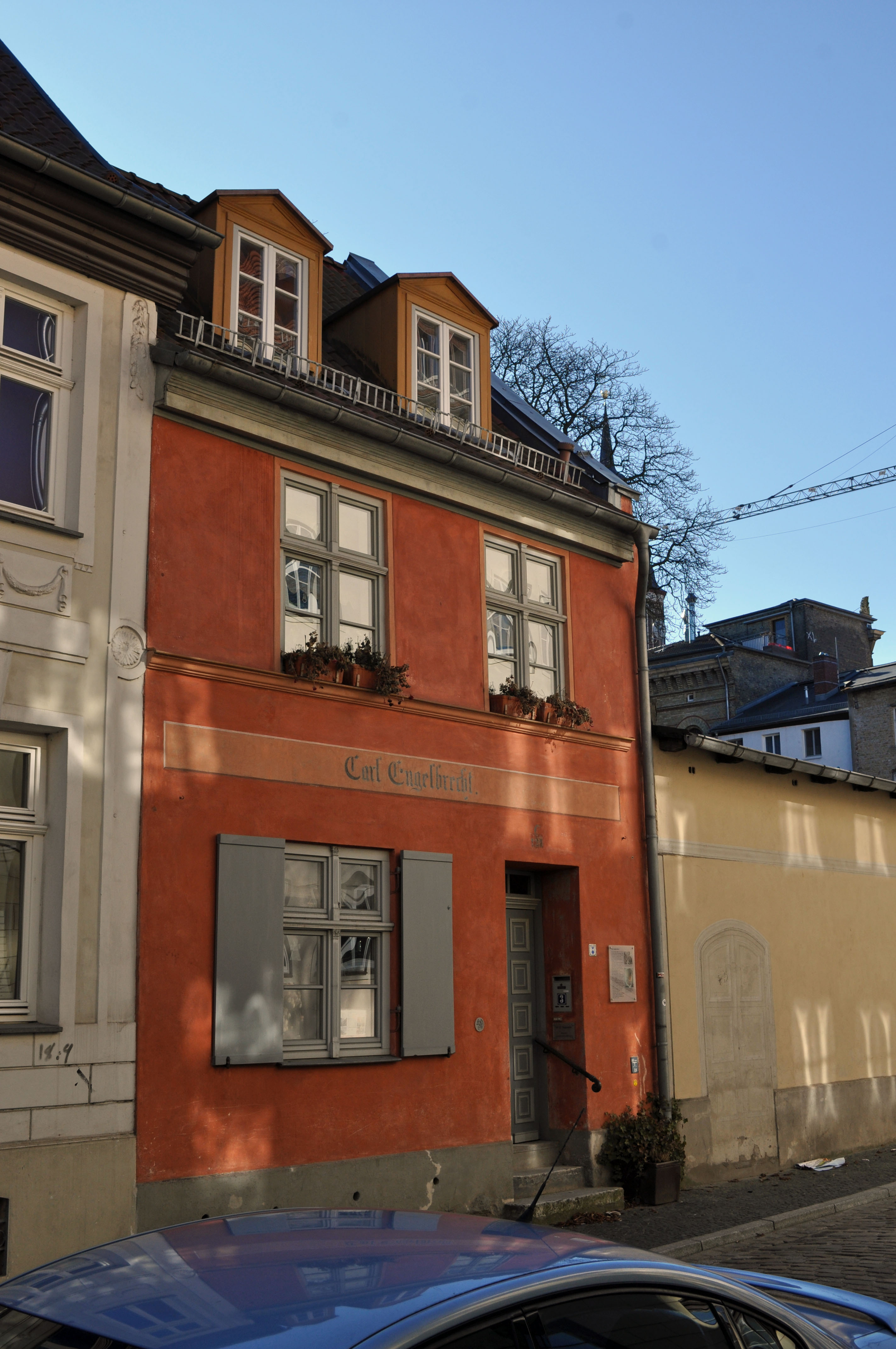
Haus Langenstraße 3 in Stralsund (2012)

Das Haus stammt aus der Zeit um 1700. Es war ursprünglich eingeschossig ausgeführt. Das Traufenhaus erwarb 1851 der Schuhmacher Carl Engelbrecht, der es um ein Geschoss aufstocken ließ. An der Fassade ist der Name des damaligen Besitzers sowie die einstige Hausnummer C 121 zu sehen. Die geschnitzte Haustür stammt vom Anfang des 19. Jahrhunderts.
Das Haus im Kerngebiet des von der UNESCO als Weltkulturerbe anerkannten Stadtgebietes des Kulturgutes „Historische Altstädte Stralsund und Wismar“ ist in die Liste der Baudenkmale in Stralsund eingetragen.